# Stanisław Dzienia
Stanisław Dzienia (ur.  1 stycznia 1934 w Boczkowicach, zm. 18 maja 2021) – polski profesor nauk rolniczych w zakresie agronomii, uprawy roli i roślin, nauczyciel akademicki.
Stanisław Dzienia studiował rolnictwo w Wyższej Szkole Rolniczej w Szczecinie w latach 1954–1960; dyplom inżyniera otrzymał w 1958, a magistra inżyniera – w 1960. Po odbyciu stażu (1960–1961) w Rolniczym  Zakładzie  Doświadczalnym w Lipniku podjął pracę w Katedrze Ogólnej Uprawy Roli i Roślin na Wydziale Rolniczym, gdzie przeszedł przezwszystkie szczeble kariery akademickiej. Stopień naukowy doktora otrzymał w 1968, doktora habilitowanego –  w 1978. Tytuł profesora nauk rolniczych uzyskał w 1989, profesora zwyczajnego – w 1994.
Na emeryturę przeszedł w 2004, ale nadal prowadził działalność naukową. Rozwinął wtedy także swoją pasją artystyczną – pisał wiersze, które dotyczyły rolnictwa, życia akademickiego, tematyki społeczno-politycznej, przyrody i miłości – Jego tomik wierszy ukazał się w 2020.

## Praca naukowa
Profesor Stanisław Dzienia zajmował się problemami nurtującymi rolnictwo w dobie zrównoważonego rozwoju, w szczególności agroekologicznymi podstawami kształtowania i optymalizacji czynników siedliska roślin uprawy polowej z uwzględnieniem ochrony gleby i środowiska; poszukiwaniem energooszczędnych i przyjaznych środowisku systemów uprawy gleby, doborem roślin do warunków glebowo-klimatycznych i systemami gospodarowania; integrowanymi programami ochrony roślin i efektywnością herbicydów z uwzględnieniem zmian w fitocenozie, plonowania i jakości plonu; a także stanem i zmianami rolnictwa w jednostkach administracyjnych kraju.  Profesor Dzienia był niekwestionowanym pionierem metody siewu nasion bezpośrednio w ściernisko przedplonu. Odbył staże naukowe: na Uniwersytecie Maryland (1973–1975 i 1978–1979), na Wageningen University & Research w Holandii (1987), w Äss w Norwegii (1989), w niemieckim FAL w Brunszwiku (1993). Jest autorem ponad 430 opracowań, w tym 260 oryginalnych prac twórczych. Wypromował 9 doktorów nauk rolniczych.

## Wybrane publikacje
- Studia nad uproszczeniem zmianowań na glebie lekkiej. Rozprawy 54. Wydaw. Akademii Rolniczej w Szczecinie 1978, 117 ss.
- Przewodnik do ćwiczeń z uprawy roli i roślin. Wydaw. Akademii Rolniczej w Szczecinie 1998, 84 ss. ISBN 83-8732-74-5X (wsp. Tomasz Piskier, Barbara Romek)
- Agroekologiczne podstawy produkcji roślinnej. Skrypt dla studentów kierunku ochrona środowiska. Wydaw. Akademii Rolniczej w Szczecinie 1999, 83 ss. ISBN 83-8732-70-85 (wsp. Barbara Romek, Eleonora Wrzesińska)
- Warunki wzrostu produkcji roślinnej w woj. szczecińskim. „Rocz. Wydz. Roln. AR w Szczecinie” 1999, 1, s. 47-49
- Teoretyczne podstawy uprawy roli. Wydaw. Akademii Rolniczej w Szczecinie 2000, 51 ss. ISBN 83-8732-76-38
- Energooszczędne czynniki modyfikujące technologie uprawy ziemniaka. Wydaw. Akademii Rolniczej w Szczecinie 2001, ISBN 83-8732-79-13 (wsp. Elżbieta Boligłowa, Piotr Szarek)
- Impact of soil cultivation system on chemical soil properties.  „EJPAU” 2001, 4, 2, #5 (wsp. Stanisław Pużyński, Jacek Wereszczaka)
- Energy - effectiveness of varied winter wheat cultivation system under varied soil conditions. „EJPAU” 2002, 5, 1, #3 (wsp. Jacek Wereszczaka)
- Specyfika rolnictwa na terenie Ińskiego Parku Krajobrazowego. „Folia Univ. Agric. Stetin”. Agricultura 2006, 248(101), s. 75-82 (wsp. Stanisław Pużyński)
- Specyfika rolnictwa na obszarze Krzesińskiego Parku Krajobrazowego. „Acta Agroph.” 2009, 14(2), s. 303-311 (wsp. Eleonora Wrzesińska, Stanisław Pużyński)[8]
- Fascynacja poezją. Przeds. Prod.-Handl. Dmochowski, Sobczyk ZAPOL Szczecin 2020, 112 ss[7]. ISBN 978-88-8185-122-0

## Udział w organizacji nauki
Profesor Stanisław Dzienia pełnił liczne funkcje na uczelni: był kierownikiem Katedry Ogólnej Uprawy Roli i Roślin (1979–2002), kierownikiem Katedry Uprawy Roli i Roślin (2002–2004), dziekanem Wydziału Rolniczego (1982–1990), dziekanem Wydziału Kształtowania Środowiska i Rolnictwa (1999–2002), prorektorem ds. rozwoju uczelni i współpracy z gospodarką narodową (1993–1996). Działał aktywnie w organizacjach i stowarzyszeniach naukowych: był członkiem Komitetu Uprawy Roślin PAN oraz towarzystw naukowych: European Society for Agronomy, International Soil Tillage Research  Organisation, Polskiego Towarzystwa  Agronomicznego, Polskiego Towarzystwa Gleboznawczego, Stowarzyszenia Inżynierów i Techników Rolnictwa.

## Odznaczenia i nagrody[4][9]
- Krzyż Oficerski Orderu Odrodzenia Polski
- Krzyż Kawalerski Orderu Odrodzenia Polski
- Złoty Krzyż Zasługi
- Medal Komisji Edukacji Narodowej
- medal „Zasłużony dla Akademii Rolniczej w Szczecinie”[5]
- nagroda Ministra Nauki, Szkolnictwa Wyższego i Techniki (1972)
- nagroda Ministra Szkolnictwa Wyższego (1978)
- nagrody Ministra Edukacji Narodowej (1990, 1997, 2002)
- nagroda zespołowa Ministra Edukacji Narodowej i Sportu (2000)[5]